# チャレンジランキング
チャレンジランキング（Challenge Ranking）、略称チャレラン（challeran）は、学校現場や青少年地域活動などで、児童生徒らが何かにチャレンジした結果を記録し、そのランキングを競う活動。TOSS代表向山洋一による造語。
身近にあるものを利用した簡単な遊びに、記録で挑戦するのが特徴。TOSS（教育技術法則化運動）や青少年団体を構成しているメンバー、賛同した多くの人たちなどが、「子どもの遊び・チャレラン」として広めたもの。
NPO法人日本子どもチャレンジランキング連盟 が統括している。2013年に特定非営利活動法人（NPO法人）となっている。

## チャレラン種目
身近にあるものを使った簡単な遊びに記録で挑戦するものを「（チャレラン）種目」と呼んでいる。
例としては以下があげられる。
- ペーパーチャレラン
TOSS所属の教諭 伊藤亮介が考案した学習ゲーム[1]

## NPO法人日本子どもチャレンジランキング連盟
NPO法人日本子どもチャレンジランキング連盟は、チャレラン活動を広め支援する活動を行っている。
- 理事長：明石要一（千葉大学名誉教授・千葉敬愛短期大学学長）
- 副理事長：向山洋一（TOSS Teacher's Organization of Skill Sharing 代表）

## 関連書籍と教材
- 日本子どもチャレンジランキング連盟 編『チャレラン遊びの大百科』チャレラン情報センター 1995年 ISBN 4795289735
- 伊藤 亮介『頭が良くなる学習パズル「ペーパーチャレラン」』PHP研究所 2002年 ISBN 4569620957
- 向山洋一監修、伊藤亮介著『TOSSペーパーチャレラン全集 第1巻』 - 東京教育技術研究所（代表向山洋一）発行の教材